# Victor Nilsson (fotbollsspelare)
Victor Carl Nilsson, född 14 juli 1993, är en svensk fotbollsspelare som spelar för IFK Påryd. Han har tidigare spelat för bland annat Mjällby AIF och IFK Värnamo.

## Karriär
Nilssons moderklubb är IFK Påryd, där han spelade fram till 2005. Nilsson spelade som junior även för Nybro IF och IF Elfsborg.
I januari 2018 värvades Nilsson av Trelleborgs FF, där han skrev på ett tvåårskontrakt. Den 13 juli 2018 lämnade Nilsson klubben. I augusti 2018 återvände han till moderklubben IFK Påryd. Han spelade endast en match för klubben i Division 4 säsongen 2018. Nilsson gjorde 17 mål på 15 matcher i Division 5 2019. Säsongen 2020 spelade han sju matcher och gjorde tre mål i Division 4.